# (38768) 2000 RF7
2000 RF7 (asteroide 38768) é um asteroide da cintura principal. Possui uma excentricidade de 0.18344790 e uma inclinação de 1.86655º.
Este asteroide foi descoberto no dia 1 de setembro de 2000 por LINEAR em Socorro.